# Farol da Nazaré
O Farol da Nazaré é um farol português que se localiza no Forte de São Miguel Arcanjo, Nazaré, região Oeste.
Trata-se de uma lanterna redonda, vermelho vivo, de ferro, com varandim de serviço, montada na parede do forte.
A luz está dois segundos ligada e um segundo desligada.
O Farol, inserido no Forte de São Miguel Arcanjo, está classificado como Imóvel de Interesse Público desde 1978.

## Informações
- Tem nº nacional 032.
- Tem nº internacional D-2074.